# Zhongchi, Fujian
Zhongchi (kinesiska: 中赤) är en köping i sydöstra Kina. Den ligger i Wuping härad i staden Longyan i provinsen Fujian, omkring 340 kilometer väster om provinshuvudstaden Fuzhou. Antalet invånare är 6 744. Befolkningen består av 3 452 kvinnor och 3 292 män. Barn under 15 år utgör 16,0 %, vuxna 15-64 år 67 %, och äldre över 65 år 15,0 %.